# 迈克·蒙哥马利 (棒球运动员)
麥可·保羅·蒙哥馬利 （英語：Michael Paul Montgomery，1989年7月1日—），是美國職業棒球大聯盟的投手，目前效力於紐約大都會。2008年美國職棒大聯盟選秀，蒙哥馬利在首輪被皇家選走，並在2015年登上大聯盟。2016年世界大賽，蒙哥馬利抓下最後一個出局數，幫助小熊拿下睽違108年的世界大賽冠軍。

## 職業生涯

### 堪薩斯市皇家隊
蒙哥馬利在第一輪被堪薩斯城皇家隊選中，是加利福利亞州聖塔克拉利塔的威廉·s·哈特高中在職業棒球大聯盟選秀中第36個被選中的。職業棒球大聯盟網站評估皇家隊最有前景的球員他名列第六。
2012年他在27開始發布一項5-12的聯合記錄同時打破皇家隊的2A與3A俱樂部賽季。2012年11月20日皇家隊把蒙哥馬利加到40人名單等待即將來臨的小聯盟球員的第5次常規選秀。

### 坦帕灣光芒隊
2012年12月9日,蒙哥馬利被交易到坦帕灣光芒隊(連同歐多瑞吉，派翠克·雷納德和邁爾斯）以換取詹姆斯·席爾斯和韋德·戴維斯。 2013年3月11日,他被調級到AAA級。

### 西雅圖水手隊
2015年3月31日,蒙哥馬利被交易到西雅圖水手隊換取拉米雷斯。 在詹姆斯·帕克斯頓受傷後,水手隊在2015年6月2日讓蒙哥馬利升上大聯盟。他的初登板就在主場面對紐約洋基，他主投6局送出4K僅失1分。他退場時球隊原以2比1領先，不過最後水手隊卻搞砸了這場勝利。
該年6月23日,蒙哥馬利成為水手隊隊史首位投出9局10K無保送的左投手。 在拿下生涯首次完封勝後, 他在6月30日又再度投出完封勝。他主投7局僅被擊出1支安打，球隊以5比0拿下勝利。他是繼2001年的弗雷迪·賈西亞後，水手隊史第一位投出連續2場完封勝的投手。
該年8月30日,蒙哥馬利被下放3A。2016年球季，他以後援投手身分登錄進水手隊開幕戰名單。

### 芝加哥小熊隊
2016年7月20日，水手隊交易蒙哥馬利和喬丹·普里斯到芝加哥小熊隊換取丹尼爾·沃格貝克和保羅·布萊克伯恩。

## 外部連結
- 迈克·蒙哥马利在美國職棒（英语）
- 迈克·蒙哥马利在Baseball-Reference.com（大聯盟）（英语）
- 迈克·蒙哥马利在Baseball-Reference.com（小聯盟以及海外聯盟）（英语）
- 迈克·蒙哥马利在ESPN（MLB）（英语）
- 迈克·蒙哥马利在FanGraphs.com（英语）
- 迈克·蒙哥马利在The Baseball Cube（英语）